# Boticas
Boticas (bu'tikɐʃ) è un comune portoghese di 6 417 abitanti situato nel distretto di Vila Real.

## Società

### Evoluzione demografica
| Popolazione di Boticas (1849 – 2004) | Popolazione di Boticas (1849 – 2004) | Popolazione di Boticas (1849 – 2004) | Popolazione di Boticas (1849 – 2004) | Popolazione di Boticas (1849 – 2004) | Popolazione di Boticas (1849 – 2004) | Popolazione di Boticas (1849 – 2004) | Popolazione di Boticas (1849 – 2004) | Popolazione di Boticas (1849 – 2004) |
| ------------------------------------ | ------------------------------------ | ------------------------------------ | ------------------------------------ | ------------------------------------ | ------------------------------------ | ------------------------------------ | ------------------------------------ | ------------------------------------ |
| 1849                                 | 1900                                 | 1930                                 | 1960                                 | 1981                                 | 1991                                 | 2001                                 | 2004                                 |                                      |
| 10226                                | 10982                                | 11154                                | 14481                                | 8773                                 | 7936                                 | 6417                                 | 6116                                 |                                      |

## Freguesias
- Alturas do Barroso e Cerdedo
- Ardãos e Bobadela
- Beça
- Boticas e Granja
- Codessoso, Curros e Fiães do Tâmega
- Covas do Barroso
- Dornelas
- Pinho
- Sapiãos
- Vilar e Viveiro